# Pic flamboyant
Colaptes auratus
Espèce
Statut de conservation UICN

 LC  : Préoccupation mineure
Le Pic flamboyant (Colaptes auratus) est une espèce d'oiseaux appartenant à la famille des Picidae. Il est commun en Amérique du Nord et dans certaines parties d'Amérique centrale, on peut également le retrouver à Cuba et aux Îles Caïmans ; il s'agit d'un des rares pics qui migrent.

## Étymologie
Le pic flamboyant est classé dans le genre Colaptes, qui vient du verbe grec colapt, piquer. Son épithète spécifique, auratus, provient de la racine latine aurat qui signifie « or » ou « doré » et se réfère au-dessous de l'aile de l'oiseau.

## Description
Les adultes sont brun-beige avec des barres noires sur le dos et les ailes et un losange rouge à la nuque. Il s'agit d'un pic de taille moyenne à grande, mesurant de 42  à   51 cm. La masse du corps est souvent entre 86  et   167 g. Parmi les mesures standard scientifiques, la queue mesure 7,5  à   11,5 cm, le bec 2,2  à   4,3 cm et l'os de l'aile 12,2  à   17,1 cm. Les spécimens au corps le plus large sont ceux qui habitent les étendues nordiques de l'aire de distribution de l'espèce, tel qu'en Alaska ou Terre-Neuve-et-Labrador, alors que les pics flamboyants les plus petits sont des îles Caïmans. Une tache noire comme un collier se retrouve sur le haut de la poitrine, le bas est plutôt beige avec des points noirs ; le mâle peut être identifié par une bande noire ou rouge à la base du bec. La queue est foncée sur le dessus, une tache blanche sur le croupion paraît en vol.

## Répartition et habitat

### Répartition

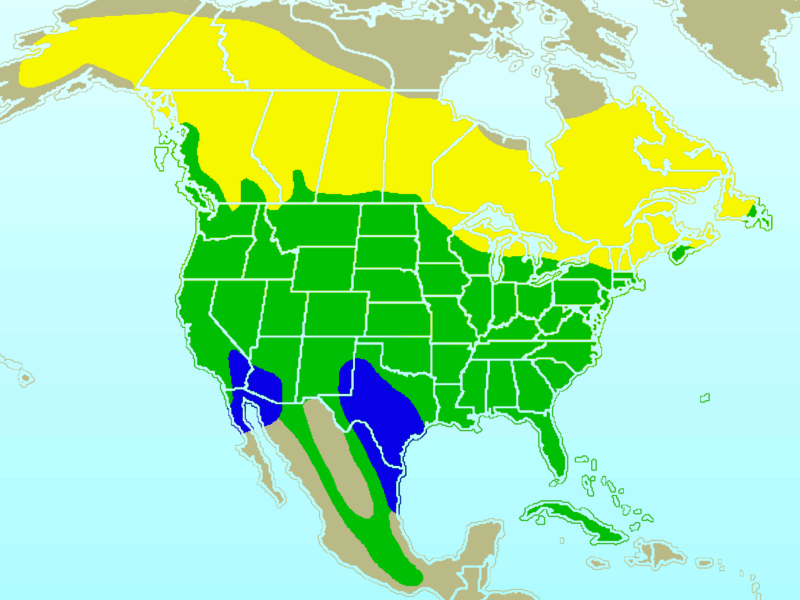
habitat permanent
zone de nidification
zone d'hivernage

Son aire de répartition s'étend sur le Canada, Saint-Pierre-et-Miquelon, les États-Unis, le Mexique, le Guatemala, le Salvador, le Honduras, le Nicaragua, Cuba et les îles Caïmans.

### Migration
Les populations de pics flamboyants vivant le plus au nord sont migratrices, se dirigeant vers le sud des États-Unis et le Mexique durant l'hiver. La date de départ dépend des sous-espèces, mais est globalement comprise entre septembre et octobre, s'étendant parfois au début novembre. Le retour s'effectue entre mars et avril.

### Habitat
Cet oiseau peut être observé dans des habitats ouverts près des arbres, incluant des forêts, des haies, des cours et des parcs. Dans l'ouest américain, on les retrouve dans les forêts des montagnes tout au long de l'orée du bois.
Les zones où il se nourrit ont tendance à être dépourvues de végétation haute, avec de larges étendues de terre nue où il peut trouver les fourmis qui composent la majeure partie de son alimentation. Il reste généralement plutôt proche des arbres où il peut se mettre à couvert.
Les jeunes pics préfèrent les forêts plus denses après avoir quitté le nid, ne regagnant les espaces ouverts que 7 à 10 jours après leur départ.

## Écologie et comportement

### Alimentation
Le pic flamboyant est majoritairement insectivore. Les fourmis représentent une composante majeure de son alimentation et peuvent représenter 45 % de sa nourriture. Il consomme également d'autres invertébrés comme des mouches, des papillons (incluant des papillons nocturnes), des coléoptères et des escargots. Le pic flamboyant peut aussi manger des baies et des graines, plus fréquemment à l'automne et l'hiver, parmi celles-ci, Toxicodendron diversilobum, l'herbe à puce (T. radicans), les cournouillers, les sumacs, les cerises, les raisins, les Myrica, les micocouliers, les sureaux, ainsi que des graines de tournesol et de chardon.
Contrairement à la plupart des espèces de pics, le pic flamboyant se nourrit à terre, fouillant le sol avec le bec ; il attrape parfois des insectes en vol. Les individus chassent souvent les fourmis sous la terre (où vivent les larves nutritives), martelant le sol de façon similaire à la façon dont les autres espèces de pics percent le bois. Certains ont été observés brisant les excréments de bovins pour manger les insectes à l'intérieur. La langue du pic flamboyant peut s'étirer jusqu'à 50 mm du bout du bec pour attraper ses proies.
En plus de consommer les fourmis, C. auratus ont un comportement appelé anting (en anglais, traduit littéralement : « fourmiller »), durant lequel ils utilisent l'acide des fourmis pour les assister dans le toilettage des plumes, ce qui lui permet notamment de se débarrasser de parasites.

### Nidification

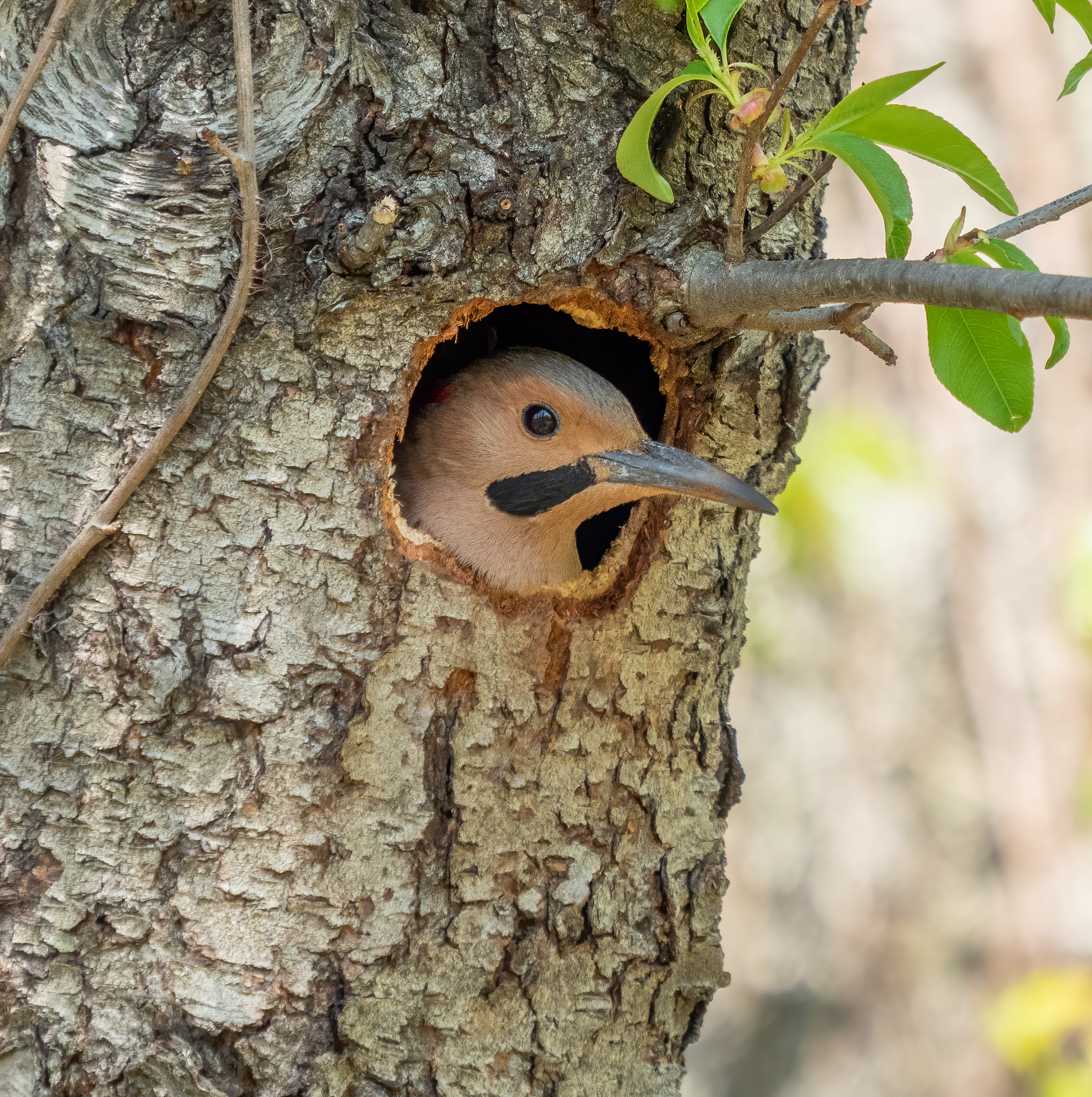
Un pic flamboyant mâle à sa fenêtre, à Central Park, New York. Avril 2021.

Comme plusieurs espèces de pics, les pics flamboyants favorisent généralement la construction d'un nid dans un trou dans un arbre de région boisée ; parfois, on les a retrouvés avec un nid dans de vieux terriers abandonnés par le Martin-pêcheur d'Amérique ou l'hirondelle de rivage ; ils utiliseront même un nichoir ou un poteau si les dimensions et l'emplacement sont bons. Les deux sexes creusent le nid, cela prend d'une à deux semaines, le trou d'entrée est environ 5  à   10 cm de diamètre et la cavité est 33  à   41 cm de creux ; le bas s'élargit pour donner de l'espace aux œufs et l'adulte qui incubera ; l'intérieur est vide à l'exception d'un lit de copeaux comme substrat pour les œufs et les oisillons. Vers l'âge de dix-sept jours, les jeunes commencent à se tenir aux parois du nid plutôt que de rester au fond. Ils préfèrent la construction de leur propre demeure mais peuvent réutiliser et réparer des nids abandonnés ou endommagés ; d'autre part, les nids que les pics flamboyants abandonnent créent des habitats pour d'autres animaux nichant dans des trous dans les arbres. Il arrive parfois qu'ils soient chassés de leur lieu de choix par d'autres oiseaux qui habitent des trous, tel que l'étourneau sansonnet.

### Reproduction
À la suite de la construction ou de la préparation d'un nid par une paire de pics, la femelle pond de six à huit œufs avec une coquille blanche à surface lisse et reluisante ; ils sont les deuxièmes plus grands en taille dans la famille des pics nord-américains, derrière ceux du Grand Pic. L'incubation est effectuée par le mâle et la femelle durant onze ou douze jours. Les oisillons sont nourris par régurgitation et prennent leur envol environ 25 à 28 jours après l'éclosion.

### Prédation
Le nid du pic flamboyant est la cible de plusieurs prédateurs mammaliens, incluant l'Écureuil roux, la Belette à longue queue, l'Ours noir et la Souris sylvestre. Il est capable de se défendre contre les petits prédateurs en plongeant vers eux ou en se positionnant à l'intérieur de son nid, ne laissant sortir que sa tête avec laquelle il frappe l'intrus.
Les individus adultes sont la proie d'autres oiseaux, notamment l'Épervier de Cooper et l'Épervier brun.

## Systématique
D'après la classification de référence (version 12.1, 2022) du Congrès ornithologique international, cette espèce est constituée des dix sous-espèces suivantes ,:
| Sous-espèces   | Sous-espèces         | Sous-espèces     | Sous-espèces | Sous-espèces |
| -------------- | -------------------- | ---------------- | --- | --- |
| Groupe         | Nom                  | Découvreur       | Répartition | Commentaire |
| auratus        | C. a. luteus         | Bangs, 1898      | Nord de l'Amérique, de l'Alaska au Labrador, jusqu'aux Grandes Plaines et aux Appalaches au sud. Largement migrateur. | Inclus C. a. borealis. Joues et gorge brunes, ailes en pointes. Le mâle a une nuque avec un croissant rouge.                            |
| auratus        | C. a. auratus        | Linnaeus, 1758   | Sud-Est des États-Unis, de la Virginie au Texas.                                                                      | Proche de C. a. luteus mais plus petit.                                                                                                 |
| cafer          | C. a. cafer          | Gmelin, 1788     | Côte pacifique, du sud-est de l'Alaska au nord-ouest de la Californie.                                                | Inclus Picus lathami, Picus rubricatus et C. a. saturatior. Plus sombre couleurs très saturées. Dos et couronne marron.                 |
| cafer          | C. a. collaris       | Vigors, 1829     | Côte pacifique, du nord e la Californie aux montagnes de la Sierra de San Pedro Mártir.                               | Inclus C. a. martirensis et C. a. sedentarius. Proche de C. a. cafer mais plus pâle et avec un dos brun sombre.                         |
| cafer          | †C. a. rufipileus    | Ridgway, 1876    | Île Guadalupe. | Éteinte à la suite de l'introduction du chat sur l'île en 1886. Reconnaissable à son front fauve-brun.                                  |
| cafer          | C. a. mexicanus      | Swainson, 1827   | Centre du Mexique. | Proche de C. a. collaris, mais avec une nuque et une couronne plus grise.                                                               |
| cafer          | C. a. nanus          | Griscom, 1934    | Sud-ouest du Texas et nord-est du Mexique.                                                                            | Proche de C. a. mexicanus, mais plus petit et plus gris.                                                                                |
| mexicanoides   | C. a. mexicanoides   | Lafresnaye, 1844 | Amérique centrale, de Chiapas jusqu'au Salvador et au Nicaragua                                                       | Inclus C. submexicanus et C. a. pinicolus. Barres dorsales larges et denses, nuque et couronne cannelle, croupe tachetée.               |
| chrysocaulosus | C. a. chrysocaulosus | Gundlach, 1858   | Cuba. | Joues et gorges brunes, couronne grise, dos olive-vert, croupe tachetée, queue barrée. Le mâle possède un croissant rouge sur la nuque. |
| chrysocaulosus | C. a. gundlachi      | Cory, 1886       | Grand Cayman. | Proche de C. a. chrysocaulosus, mais plus petit.                                                                                        |

On distingue essentiellement deux variétés de pic flamboyant : la première, avec les groupes auratus et chrysocaulosus, est jaune sous les ailes et la queue, tandis que la deuxième, avec les groupes cafer et mexicanoides, est rouge sur ces parties du corps. Chez le mâle, la variété jaune possède également une bande noire sur la joue, tandis que la variété rouge possède une bande rouge (à l'exception de mexicanoides dont la barre est un mélange de noir et rouge). La variété jaune regroupe plutôt les pics du nord et de l'est de l'Amérique du Nord (ainsi qu'une petite partie des Caraïbes), alors que les rouges occupent plutôt l'ouest et l'Amérique Centrale. Il existe une large zone d'hybridation entre les deux variétés ; on considérait autrefois que les deux variétés étaient des espèces séparées, avant que l'on ne les considère finalement comme une seule espèce, compte tenu de l'hybridation répandue.

## Le pic flamboyant et l'humain

### Conservation
Le pic flamboyant est considéré comme "préoccupation mineure" par l'UICN, en raison de sa très large aire de répartition et population. Cette population serait cependant en léger déclin.

## Galerie

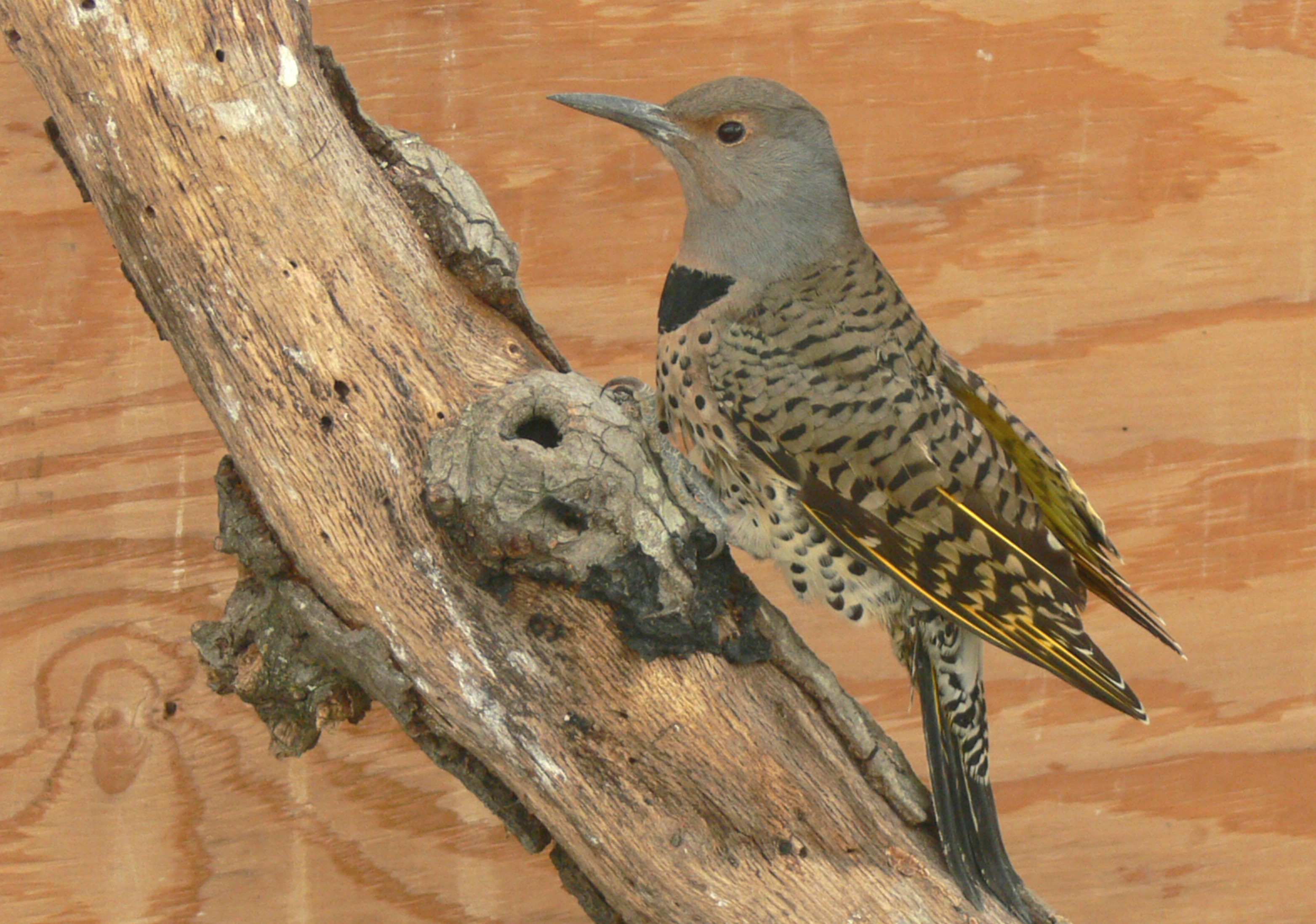
Femelle
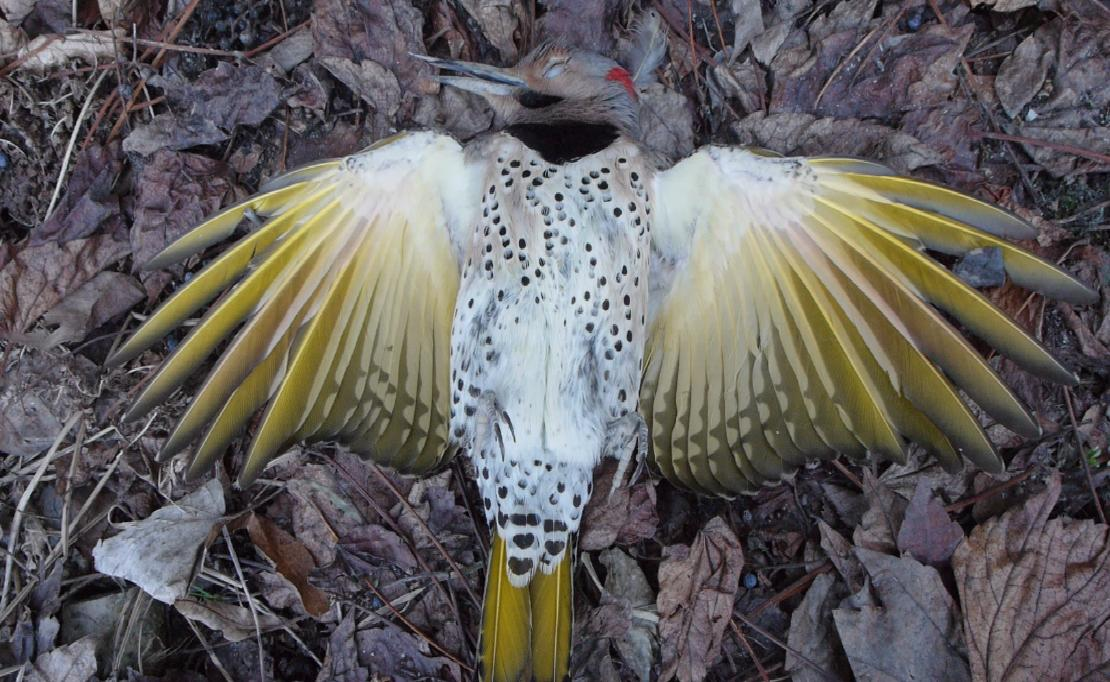
Mâle
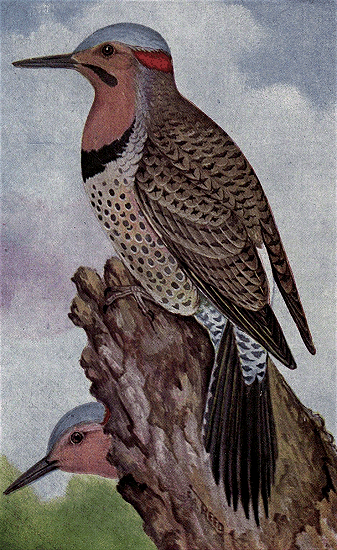
Planche zoologique